# Governació de Qalyubia
La governació de Qalyubia (àrab: محافظة القليوبية, muḥāfaẓat al-Qalyūbiyya) és una de les governacions o muhàfadhes d'Egipte, situada al nord del país. La seva capital és Banha, i l'any 2006 tenia 4.237.003 habitants.
Destaca per la seva producció de cultius, fruita i vegetals, com el blat de moro, el cotó, el blat, els cítrics, les bananes, els albercocs i tota mena de vegetals que fan que la governació sigui la principal font d'abastament dels residents al Caire per aquest tipus de productes. També destaca un gran centre industrial a la ciutat de Shubra al-Khaimah.
Les ciutats més importants són: Banha, Shibin Al-Qanater, Shubra-el-Khema, Qalyub, Khanka, Abu zaabal, Tukh i Qaha.